# Sistema educativo de Suiza

Niveles educativos de Suiza

El sistema educativo de Suiza, es uno de los más diversos que existen, ya que este depende del cantón donde se estudie. La constitución suiza establece que la educación primaria es obligatoria para todos los niños, además, la educación pública es gratuita en todos los cantones.
La edad mínima para la escuela primaria es de seis años en todos los cantones a excepción de Obwalden, donde es de cinco años y tres meses. Después de la escuela primaria, los alumnos se dividen de acuerdo a sus capacidades e intenciones para carreras profesionales.

## Primaria
La escuela primaria (en francés école primaire, en alemán primarschule y en italiano scuola primaria o elementare), es obligatoria para todos los suizos. Se inicia desde los 6 años en todos los cantones excepto Obwalden, donde empieza a los 5 años con 3 meses. Antes de esta, se cursa el Jardín de niños o kindergarten, pero no es obligatorio o necesario. La escuela primaria continúa hasta el cuarto, quinto y sexto grado, dependiendo de la escuela. Cualquier niño puede participar en la escuela si así lo desea, pero los alumnos se separan en función de si hablan francés, alemán o italiano.

## Secundaria
Al iniciar la escuela secundaria, los alumnos son separados dependiendo de sus intenciones o aspiraciones a carreras profesionales. Los alumnos que aspiran a una carrera académica ingresan a la secundaria (llamada "Gymnasium" o "Kantonsschule"), donde son preparados para estudios futuros y el examen de Matura. En el informe PISA, los alumnos de 15 años en Suiza obtuvieron el 16° lugar de 57 países que se registraron.

## Educación terciaria
La educación terciaria depende de la educación escogida en la secundaria. Para los estudiantes con la Matura realizada, la universidad es la más común. Los alumnos que asistieron a un instituto de formación profesional suelen agregar una Fachhochschule o Höhere Fachschule a su plan de estudios con una duración común de 3 años.
Suiza tiene la segunda tasa más alta de estudiantes extranjeros en educación terciaria, después de Australia. Hay 14 universidades públicas y genéricas en Suiza, 10 de las cuales se mantienen a nivel cantonal y por lo general ofrecen una gama de temas no técnicos. De las 4 restantes instituciones, 2 están a cargo de la Confederación Suiza y son conocidos como "Institutos Suizos Federales de Tecnología".
El coste de estudiar en Suiza varía significativamente según el tipo de institución. Mientras que las universidades públicas ofrecen tasas relativamente accesibles, las instituciones privadas suelen tener costes considerablemente más elevados, y las oportunidades de becas son limitadas. Las universidades públicas en Suiza, como la Universidad de Zúrich o la Escuela Politécnica Federal de Zúrich (ETH Zürich), cobran tasas anuales que oscilan entre los 1.500 y 3.000 francos suizos. En cambio, las instituciones privadas y escuelas de negocios pueden tener costos anuales que varían entre los 15.000 y 30.000 francos suizos.

## Certificados profesionales
En Suiza hay dos tipos de formación profesional EBA Y EFZ.

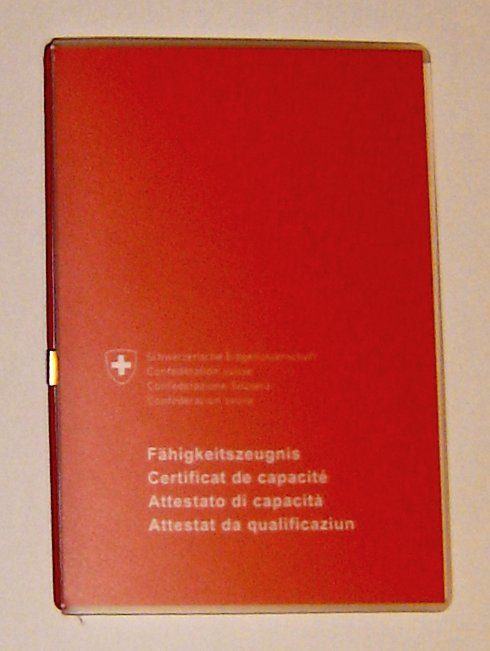
Fähigkeitszeugnis - Suiza

El Certificado Federal Suizo (EBA) es el diploma de una formación profesional básica dual de dos años y ha pasado un examen con éxito. El título es reconocido a nivel federal.
El Certificado Federal de Competencia (EFZ) de Suiza, es el certificado profesional para aprendices que completan con éxito un aprendizaje profesional dual de tres o cuatro años en Suiza, con el se puede acceder a una escuela técnica superior (Höhere Fachschule). 
Durante la formación profesional se puede alcanzar la madurez profesional.
Por lo general todas las empresas suelen ofrecer estas formaciones profesionales duales, en diferentes profesiones al mismo tiempo dentro de la empresa con una convocatoria por año.
El certificado federal de competencia en sí se emite después de pasar el examen final de aprendizaje por parte de las autoridades cantonales. 
El documento está en formato DIN A5; La tarjeta de grado es un documento separado. 
Como resultado, el certificado de habilidad real puede ser aprobado sin una tarjeta de calificación. 
Sin embargo, la tarjeta de calificación no se puede pasar sin un certificado de competencia.